# 加藤泰令

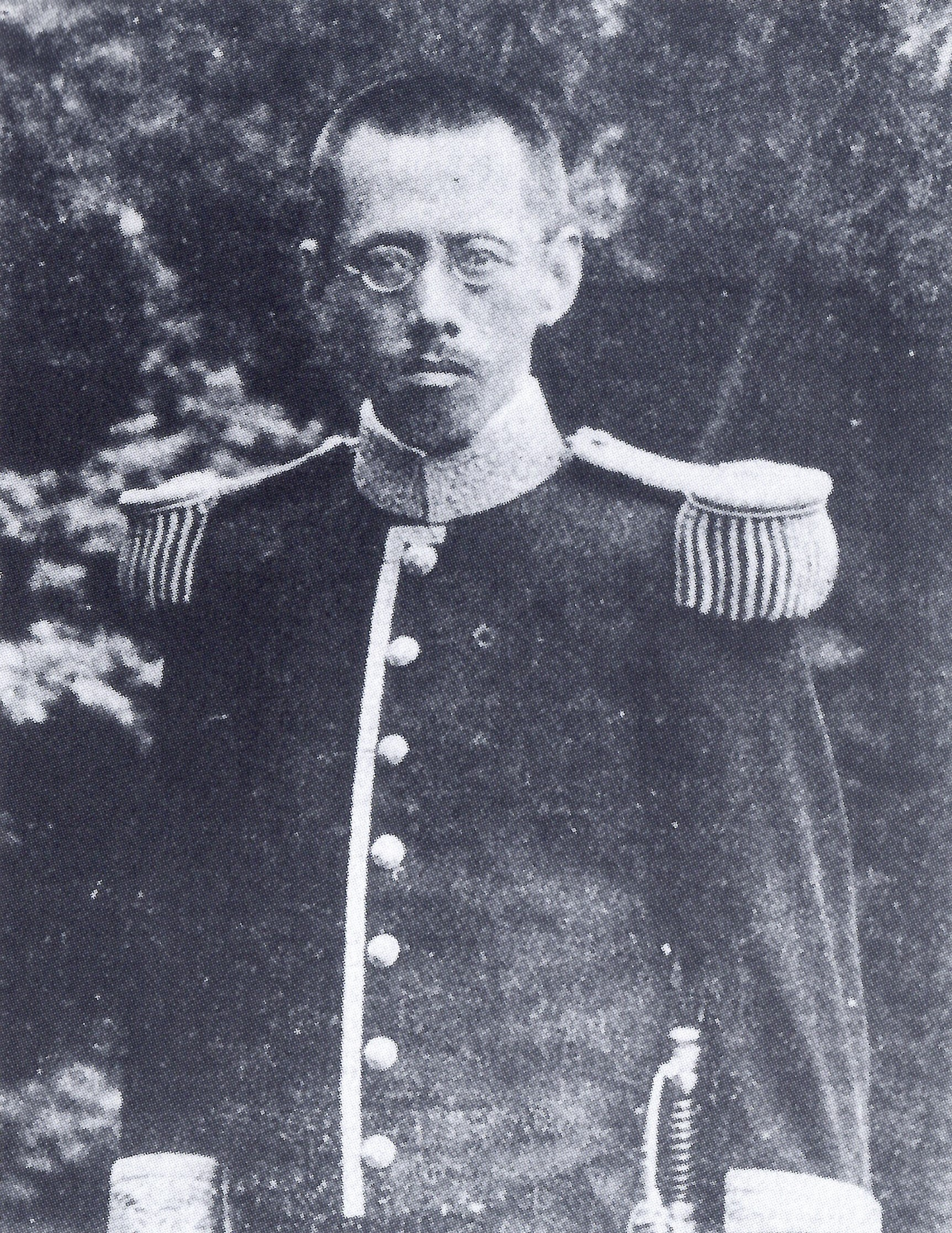
加藤泰令

加藤 泰令（かとう やすのり、天保9年3月18日（1838年4月12日） - 大正2年（1913年）2月23日）は、日本の華族。伊予新谷藩の第9代（最後）の藩主、新谷藩知事。

## 系譜
第8代藩主・加藤泰理の長男。母は慶寿院。正室は加藤泰幹の娘。子は加藤泰成（次男）。官位は正三位、山城守、出雲守。幼名は真之助。爵位は子爵。

## 経歴
文久2年（1862年）12月20日、父の隠居で跡を継ぐ。元治元年（1864年）6月、農民鉄砲隊である「郷組」を組織する。その農兵隊のほか、藩兵をもって新政府軍として行動した。明治2年（1869年）6月、版籍奉還により知藩事となり、明治4年（1871年）7月の廃藩置県で免官される。同年9月に東京へ移り、明治17年（1884年）7月8日に子爵となる。その後も正三位に叙任された。大正2年（1913年）2月23日、76歳で死去した。墓所は東京都松が谷の海禅寺。

## 栄典
- 1873年（明治6年）12月8日 - 銀盃一個[1]
- 1884年（明治17年）7月8日 - 子爵[2]